# وینچنتزو بلینی
وینچنزو سالواتوره کارملو فرانچسکو بلینی (Vincenzo Salvatore Carmelo Francesco Bellini زاده ۳ نوامبر ۱۸۰۱-درگذشته ۲۳ سپتامبر ۱۸۳۵) اپرانویسی ایتالیایی بود. بلینی به خاطر جریان روان ملودی‌هایش شهرت دارد او آهنگساز اصلی اپرای بل‌کانتو (Bel canto) بود.

## زندگی
بلینی در کاتانیا در جزیره سیسیل واقع در ایتالیا و در خانواده‌ای موسیقیدان به دنیا آمد. او در کودکی نبوغ موسیقایی خارق‌العاده‌ای داشت به طوری که در دو سالگی یادگیری تئوری موسیقی و در سه سالگی پیانو نواختن را آغاز کرد، در پنج سالگی به خوبی پیانو می‌زد و اینطور گفته می‌شود که اولین اثر خود را در شش سالگی نوشت. صرف نظر از راست بودن این ادعاها مطمئناً او در خانواده‌ای موسیقیدان رشد کرده‌است که در آن هیچ شکی در انتخاب موسیقی به عنوان یک پیشه وجود نداشت.
پس از آنکه بلینی آموزش‌های مقدماتی موسیقی را از پدربزرگش آموخت، استان کاتانیا را برای مطالعه موسیقی در کنسرواتوار ناپل ترک کرد. در ۱۸۲۲ شاگرد نیکولو زیگارلی بود و به مطالعه آثار ارکسترال هایدن و موتسارت می‌پرداخت. در این کنسرواتوار رسم اینگونه بود که برای شناساندن دانش آموزان برتر به مردم نمایشی از یکی از کارهایشان اجرا می‌کردند که دربارهٔ بلینی اولین اپرایش با نام آدلسون و سالوینی (Adelso e Salvini) در آمفی تئاتر کنسرواتوار اجرا شد. بیانکا و جرناندو (Bianca e Gernando) یکی دیگر از اپراهای بلینی بود که با موفقیت در تئاترو سن کارلو اجرا شد و نتیجه این اجرا سفارشی از یک اپرا برای تئاترو آلا سکالا از طرف باربایا مدیر اپرا بود. ایل‌پیراتا (il pirata) اثر دیگر او موفقیت چشمگیری را برای او به همراه آورد و از این زمان به بعد همکاری بلینی با فلیچه رومانی -نویسنده اشعار اپرا و شاعر- آغاز شد و دوستی او با خواننده تنور مورد علاقه‌اش جوانی باتیستا روبینی که در اپرای بیانکا و جرناندو به ایفای نقش پرداخته بود شکل گرفت.